# Carney, Michigan
Carney är en ort (village) i Menominee County i Michigan. Vid 2010 års folkräkning hade Carney 192 invånare.